# Metz–Nancy–Lorraine repülőtér
A Metz–Nancy–Lorraine repülőtér (IATA: ETZ, ICAO: LFJL) egy nemzetközi repülőtér Franciaországban, Metz közelében.

## Kifutók
A repülőtér futópályái:
- 04/22

## Forgalom
Az utasforgalom az elmúlt években az alábbi módon változott:
| Utasok száma | 231 000 | 322 501 | 302 849 | 354 514 | 291 006 | 254 204 | 242 995 | 229 278 | 263 619 | 44 496 |
|              | 1993    | 1999    | 2002    | 2005    | 2008    | 2010    | 2013    | 2016    | 2019    | 2022   |